# Burnaburias I
Burnaburias I, que significa servo do Senhor das terras, foi o primeiro cassita que realmente governou a Babilônia, possivelmente o primeiro a ocupar a cidade da Babilônia por volta de 1500 a.C., culminando um século de invasão rastejante pelo tribos cassitas. Ele foi o 10.º rei desta dinastia a ser listado na Lista Real Sincronística da Assíria.